# De Koe (Ermelo)
De Koe is een koren- en pelmolen aan de Stationsstraat in Ermelo in de Nederlandse provincie Gelderland. Het is een stellingmolen uit 1863 bestaande uit een houten achtkant op een achtkantige, uit baksteen opgetrokken voet, die aan de westzijde geverfd is. De achtkantstijlen en legeringsbalken zijn gemaakt van douglashout. De houten achtkant weegt ongeveer 29 ton en de kap zonder gevlucht 14 ton.

## Beschrijving

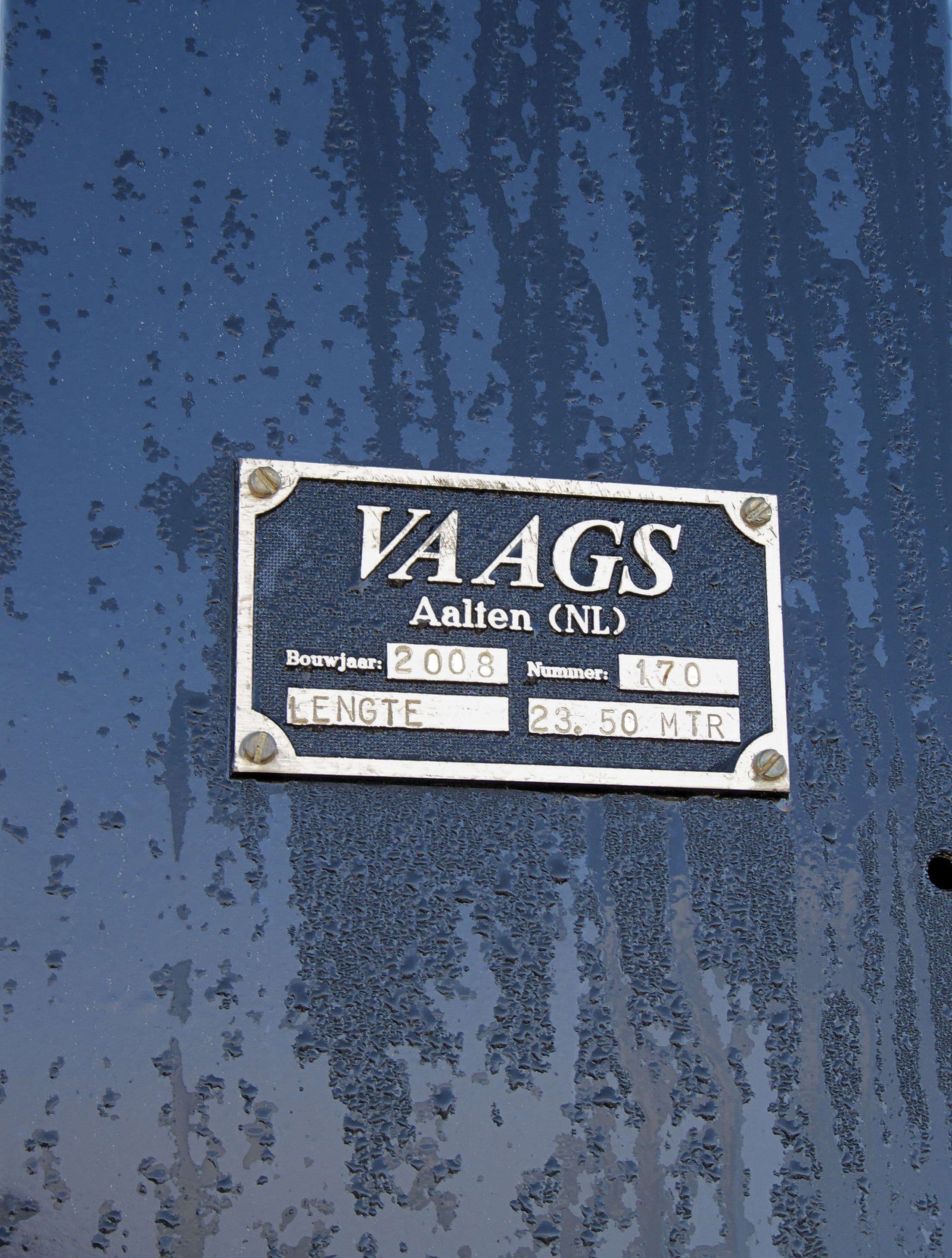
Roeplaatje buitenroe

De molen heeft twee maalkoppels voor het malen van graan, een pelkoppel voor het pellen van gerst en een koppel voor het malen van eek. Het pelkoppel zit in een tussenzolder, omdat als de stenen kapotgaan de stukken niet in het rond vliegen. Het doodbed van het pelkoppel bestaat uit een metalen plaat. Het eekkoppel staat op de zolder onder de maalzolder en wordt via een lange steenspil aangedreven door het spoorwiel. Doordat de maalbak in de winkel zit, kan ook met dit koppel niet gemalen worden. Een van de maalkoppels heeft een regulateur, die rechtstreeks wordt aangedreven door de koningsspil. Momenteel wordt er mout geschroot voor de plaatselijke bierbrouwer, ook wordt er met een ander koppel veevoer gemalen voor een boer uit de omgeving. Verder is er een zifterij en een buil aanwezig, die door de molen worden aangedreven. In het aangrenzende gebouw, Het Pakhuis genaamd, is een archeologisch museum en een natuur-educatiecentrum gevestigd, dat in augustus 2010 geopend is.
Het gevlucht is 23,50 m lang en heeft weer net als vroeger enkelstraals fokwieken, waarbij de neus van de roede een rond opzetprofiel heeft gekregen. Het moment van opengaan van de remkleppen moet voor dat met draaien begonnen wordt, met trekveren worden ingesteld. Enkele scharnierpunten hebben fietstrappers, omdat tijdens de Tweede Wereldoorlog alleen deze asjes nog beschikbaar waren. De gietijzeren bovenas van IJzergieterij Geraedts heeft op de pen een muts en aan het eind een wrijfplaat. De roeden met nummer 170 (buitenroe) en 171 (binnenroe) zijn gemaakt door de firma Vaags uit Aalten
De kap kruit (draait) op een azijnhouten neutenkruiwerk en wordt met behulp van een kruilier en kruikabel rondgedraaid. De kap draait echter zeer zwaar en moet met twee man gekruid worden.
De vang (rem) wordt vanaf de stelling bediend met een wipstok.
Het luiwerk is een sleepluiwerk. De lichtboom wordt in rust op een haak gelegd.

## Geschiedenis restauratie en wederopbouw

### 1953
In 1953 werd de molen voor het eerst gerestaureerd, maar vier jaar later werd er niet meer mee gemalen.

### 1972
In 1972 was de molen zover achteruitgegaan dat de roeden moesten worden verwijderd. Twee jaar eerder was de molen niet meer als molen in functie maar baatte de toenmalige eigenaar, handelaar in karton Jan Besselsen, deze uit als discotheek onder de naam Besimill. Enkel de rietdaken werden hersteld en de stelling onderhouden.

### 1990
Op 30 augustus 1990 brandde de molen af en bleef alleen de stenen voet overeind.

### 2008
In 2008 is begonnen met de restauratie van de stenen voet en de wederopbouw van de nieuwe houten achtkant met kap. De nieuwe kap heeft ingekorte voeghouten gekregen, omdat vroeger de oorspronkelijke voeghouten vanwege rotte koppen werden ingekort en de molen op het moment van de brand dus ingekorte voeghouten had. Op 17 juli 2008 is de houten achtkant op de stenen voet geplaatst. Op 21 november is de koningsspil met bonkelaar en tegelijkertijd de 14 ton zware kap (inclusief de gietijzeren bovenas) geplaatst en zijn de nog niet opgehekte roeden gestoken. Op 29 november zijn de fokken geplaatst en op 10 december is er proefgedraaid.
De molen is op 12 december 2008 weer in gebruik genomen en op 13 december is er voor iedereen een open dag gehouden. De commissaris van de Koningin in Gelderland Clemens Cornielje opende de molen door het lichten van de vang.

## Overbrengingen
- De overbrengingsverhouding van de maalkoppels is 1 : 5,87 en die van het pelwerk 1 : 7,83.
- Het bovenwiel heeft 62 kammen en de bonkelaar heeft 32 kammen. De koningsspil draait hierdoor 1,94 keer sneller dan de bovenas. De steek, de afstand tussen de staven, is 12,5 cm.
- Het spoorwiel heeft 97 kammen en de steenrondsels van de maalkoppels 32 staven. De steenrondsels van de maalkoppels draaien hierdoor 3,03 keer sneller dan de koningsspil en 5,87 keer sneller dan de bovenas. Het steenrondsel van de pelsteen heeft 24 staven en draait hierdoor 4,04 keer sneller dan de koningsspil en 7,83 keer sneller dan de bovenas. De steek van de rondsels is 9 cm.

### Eigenaren
- 1863 - 1920: R. Rikkers en A.E Rikkers
- 1920 - 1972: S.P. Blonk
- 1972 - 1982: J. Besselsen
- 1982 - 2001: F. van der Lind
- 2001 - 2005: Gemeente Ermelo
- 2005 tot heden: Molenstichting De Koe

## Fotogalerij

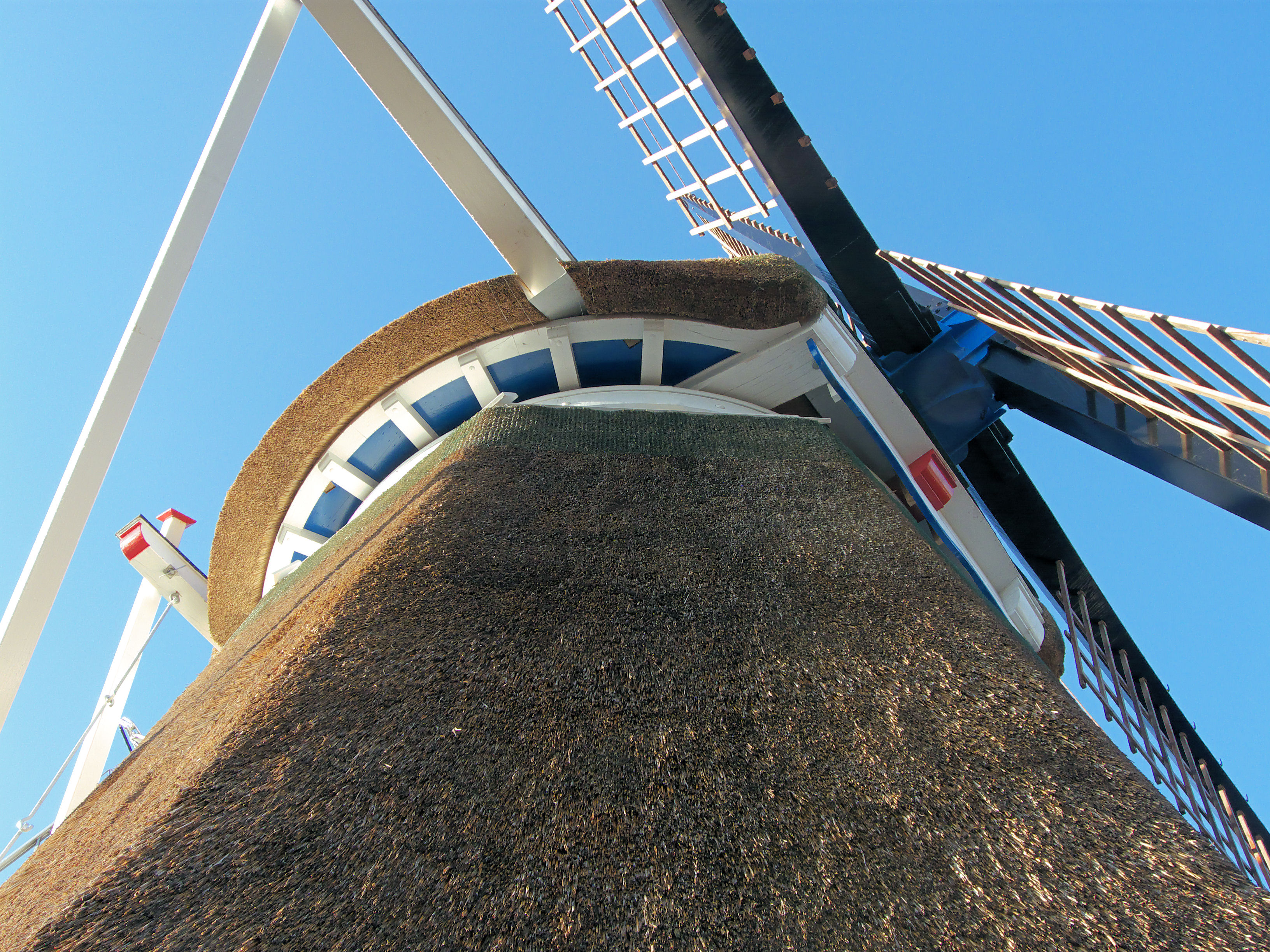
Vanaf de stelling
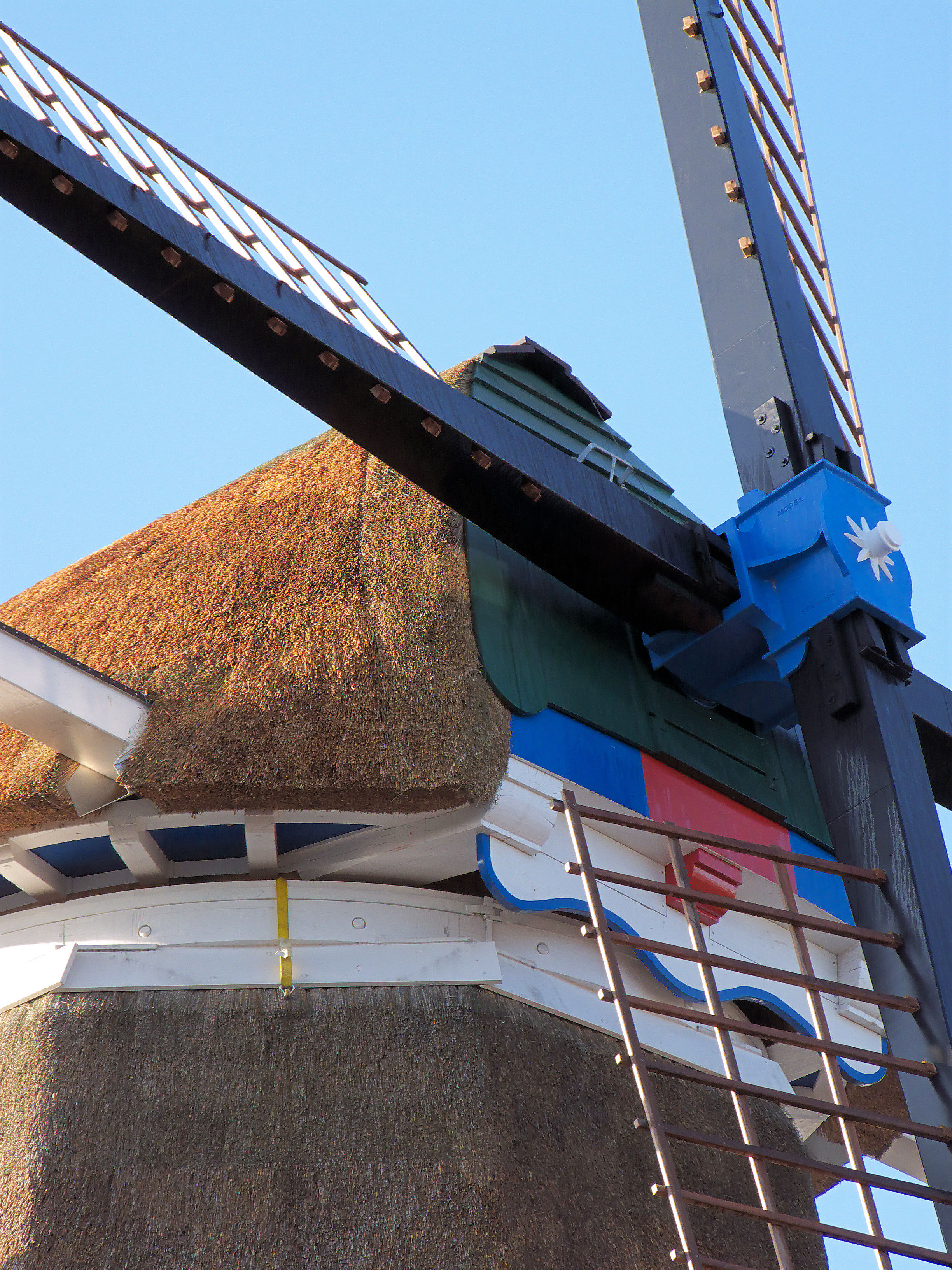
Askop en voorkeuvelens
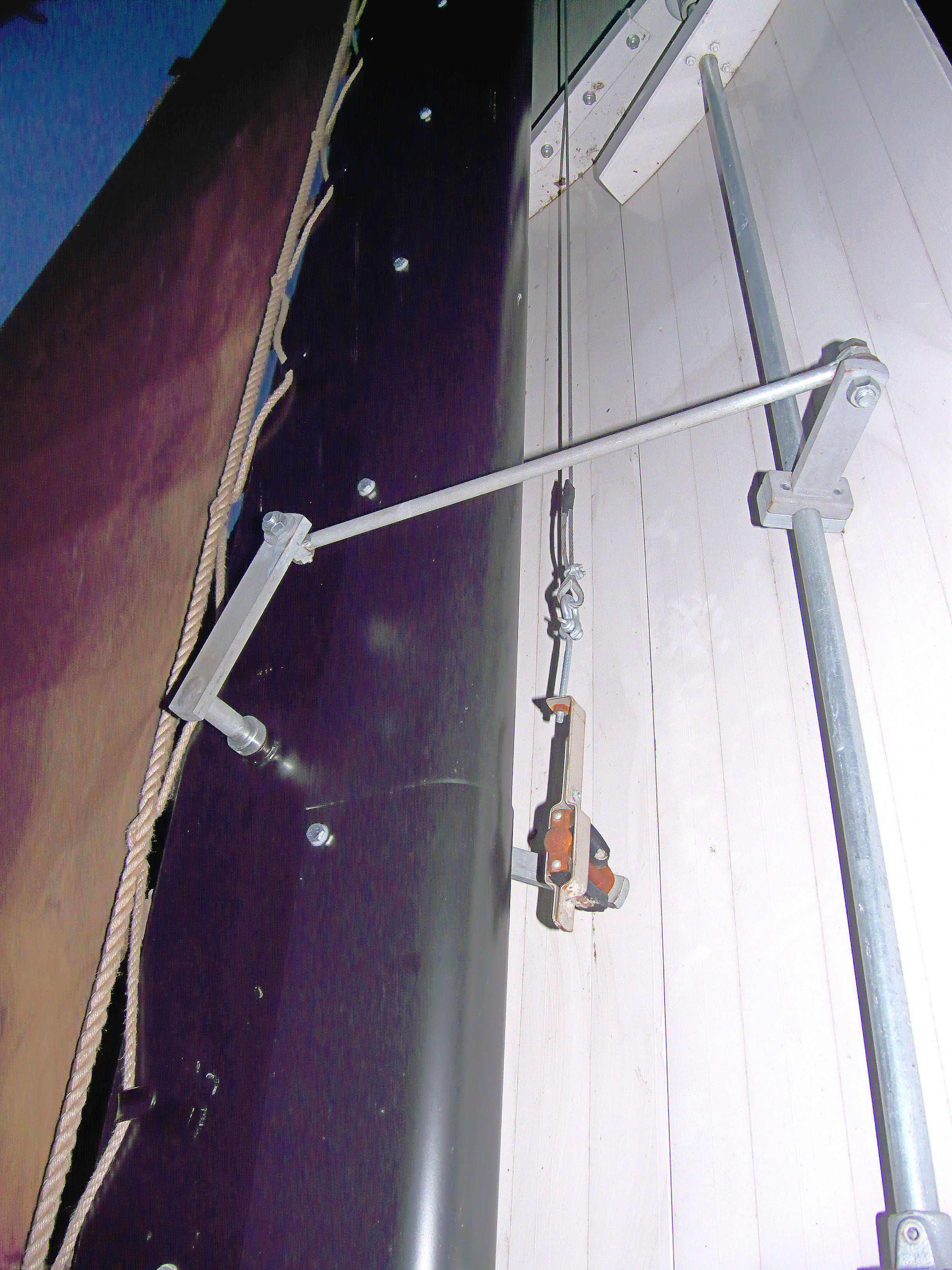
Fokwiek met ronde opzetneus
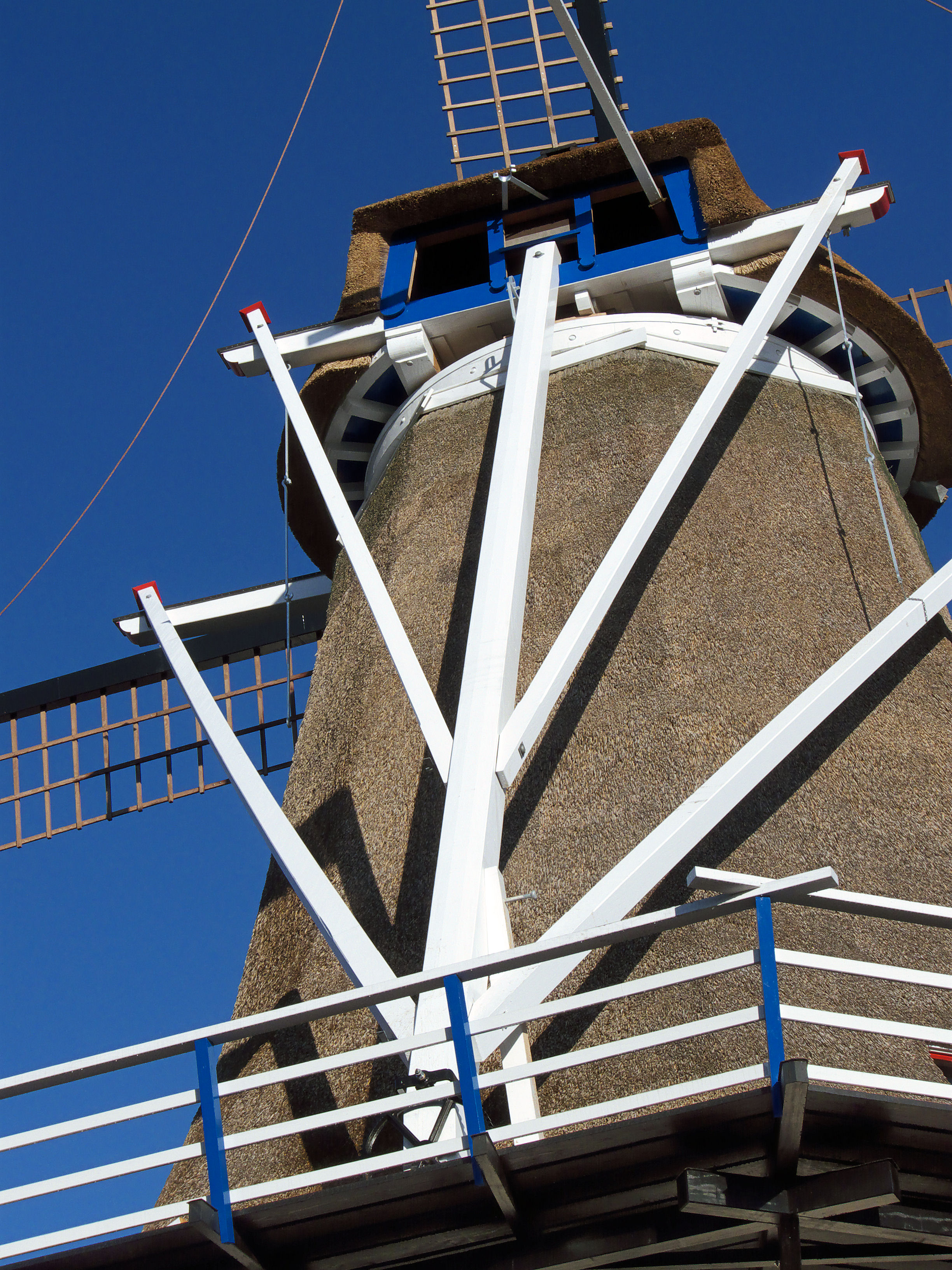
Staart
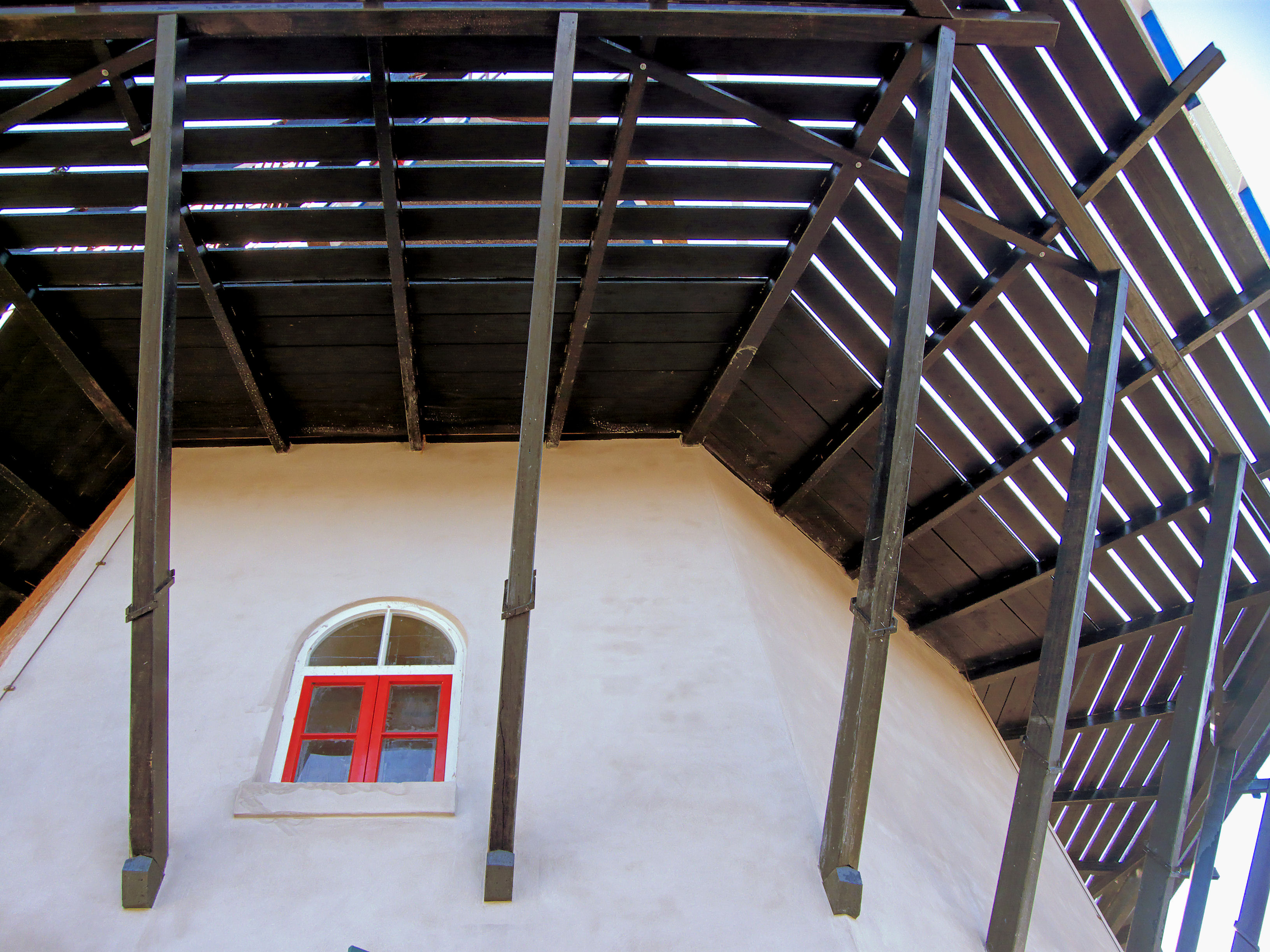
Stelling
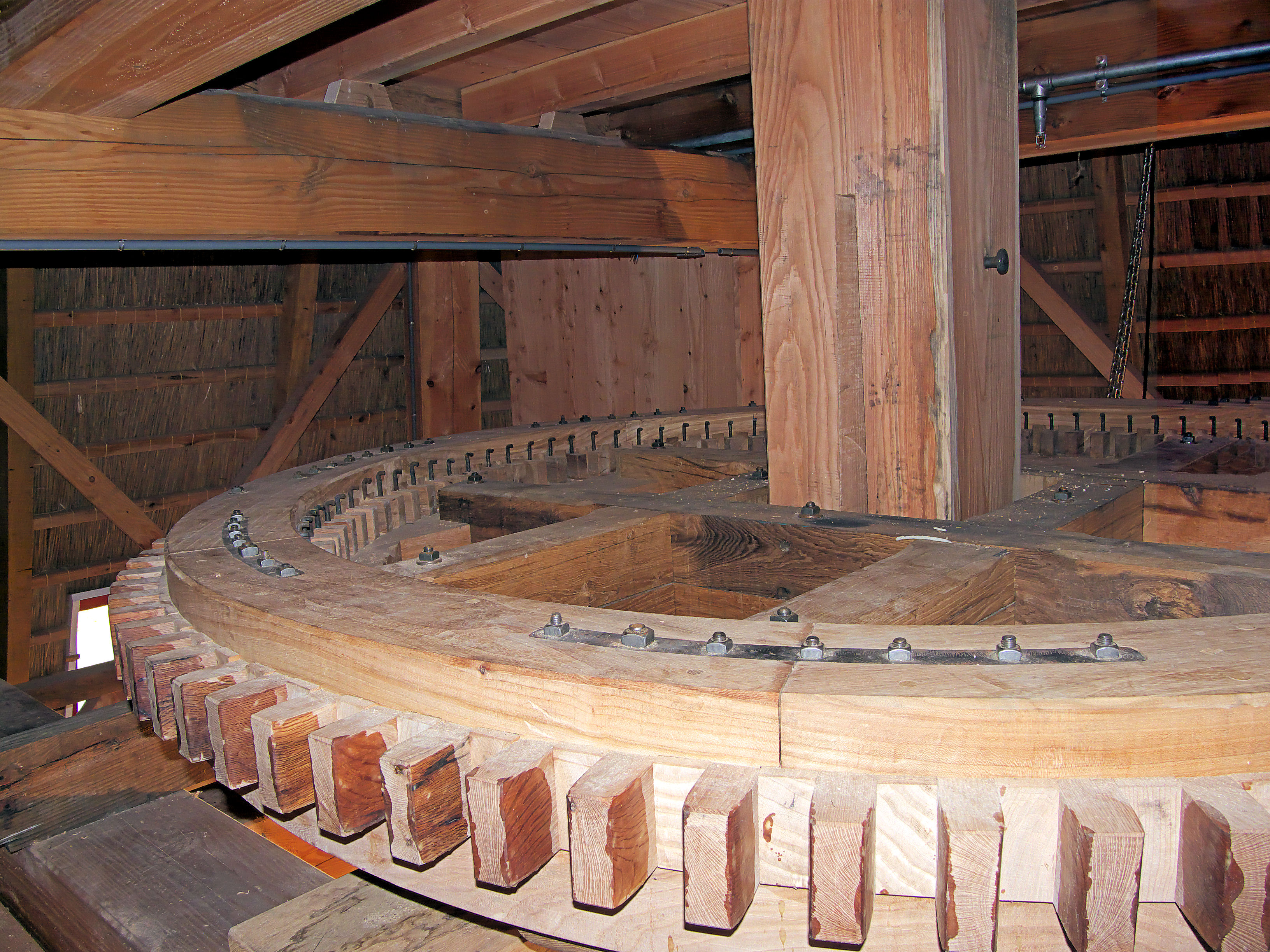
Spoorwiel
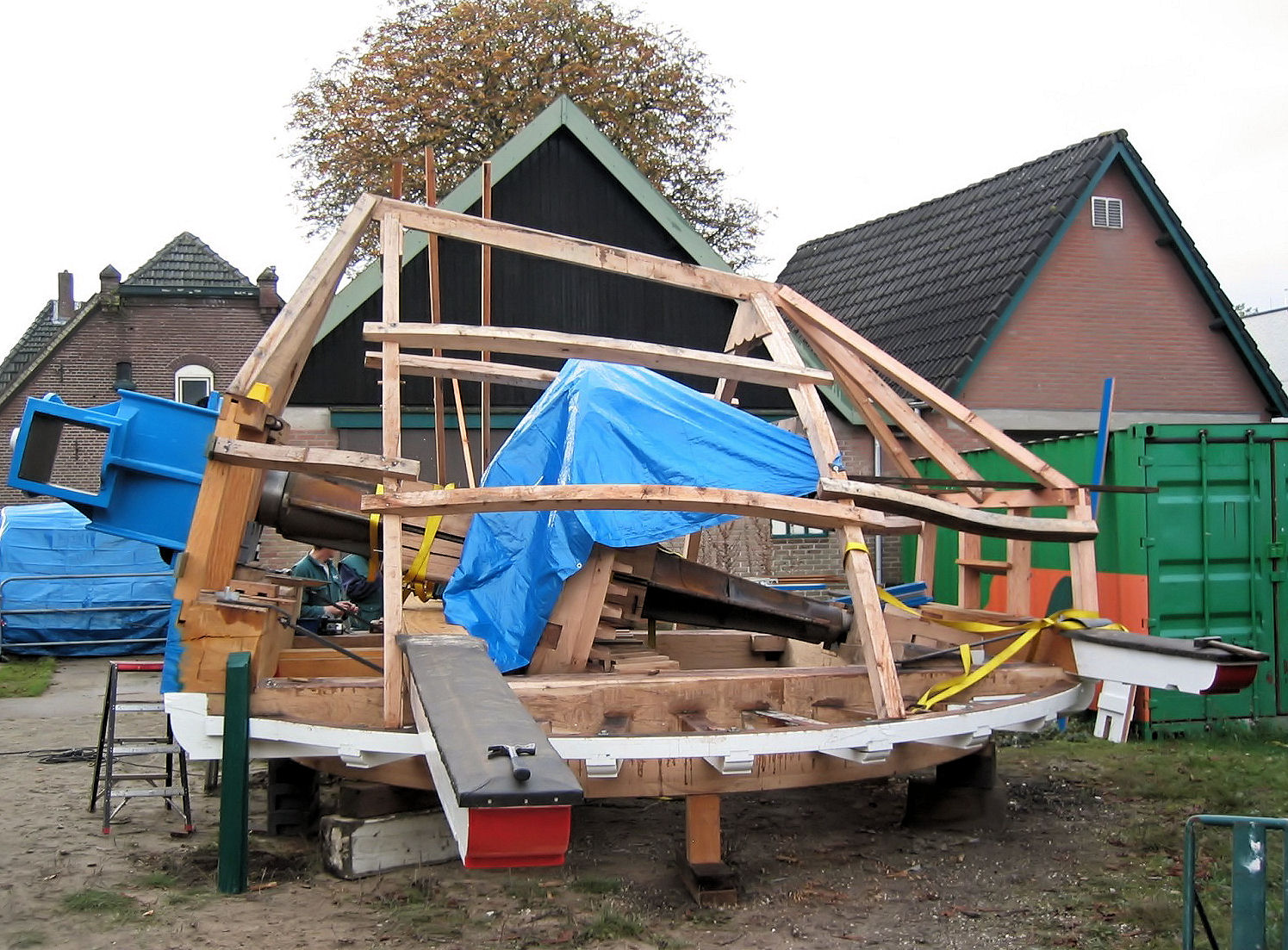
Kapconstructie
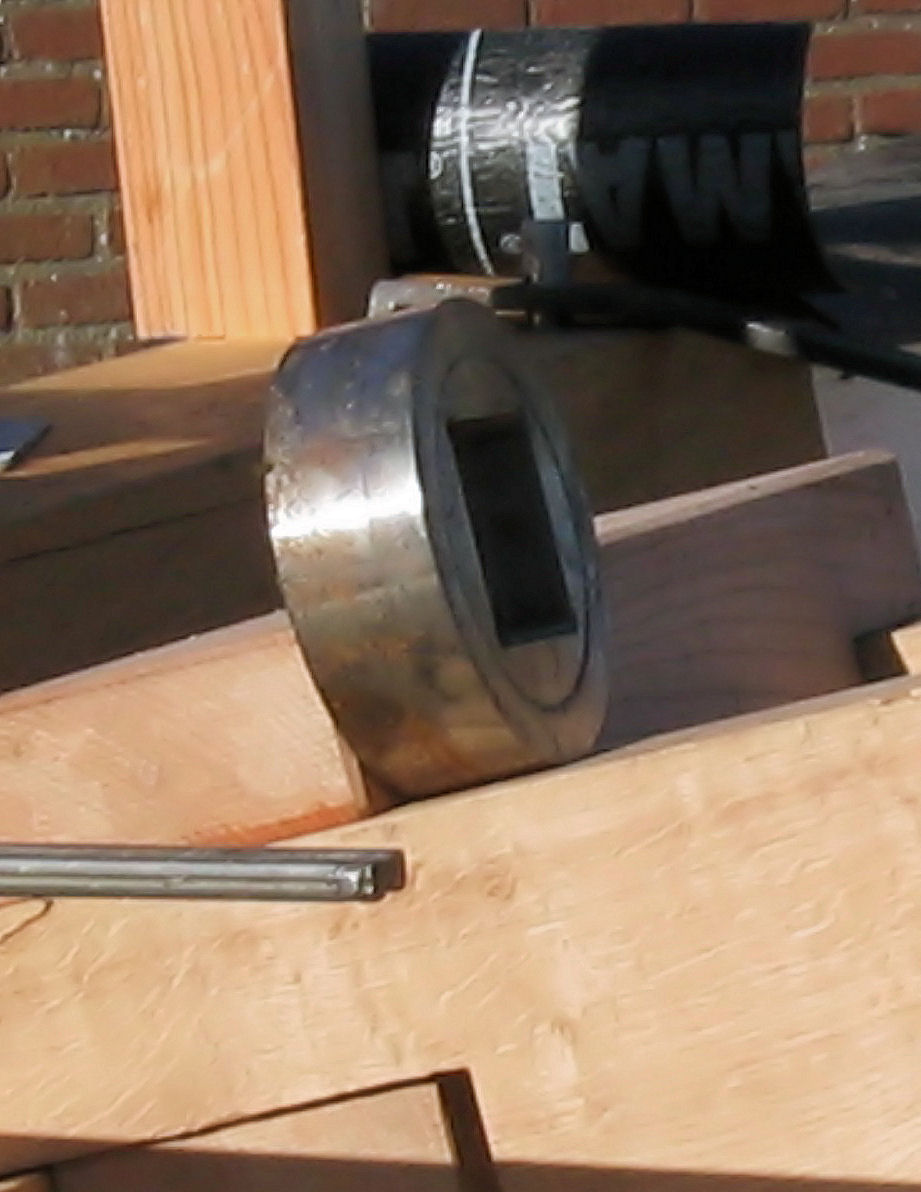
Losse wrijfplaat voor bovenaspen
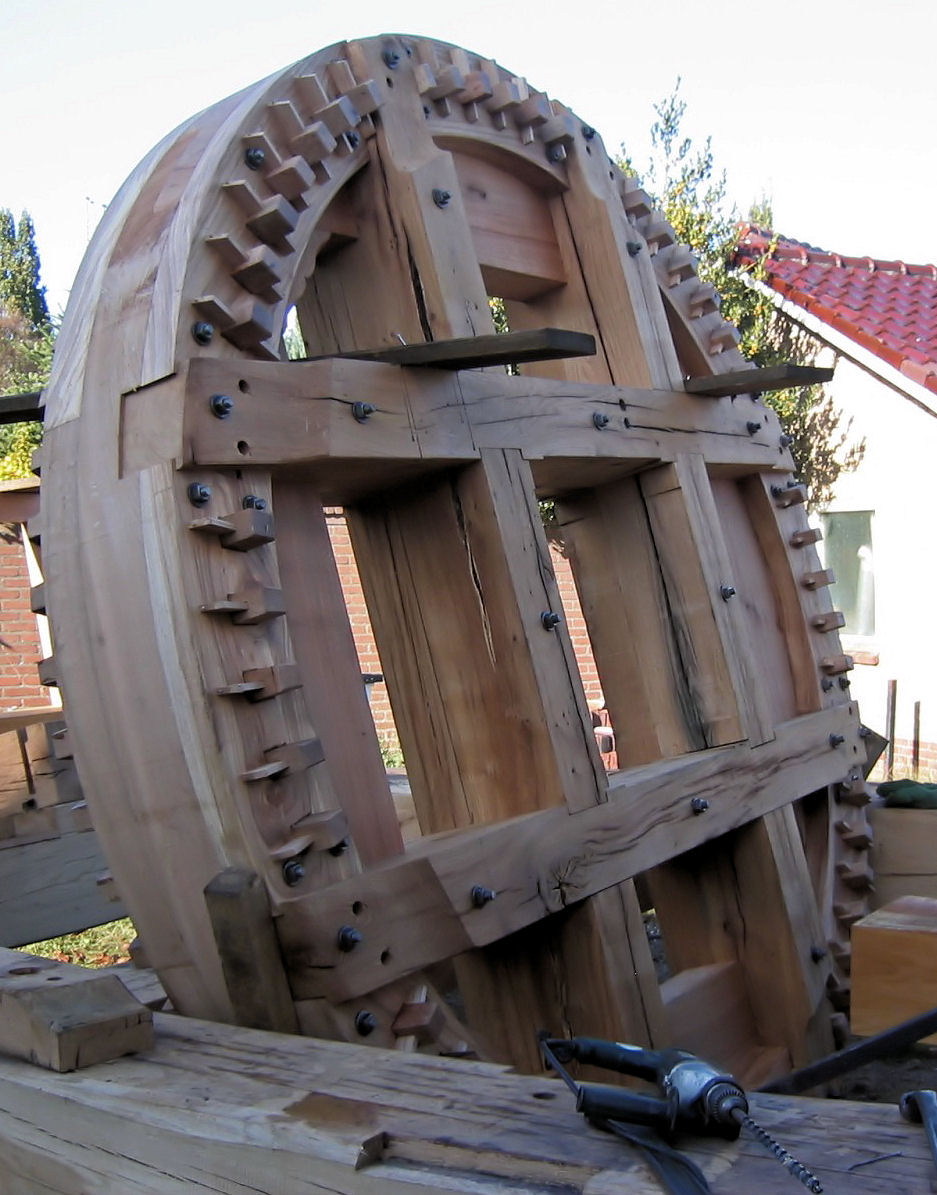
Achterkant bovenwiel
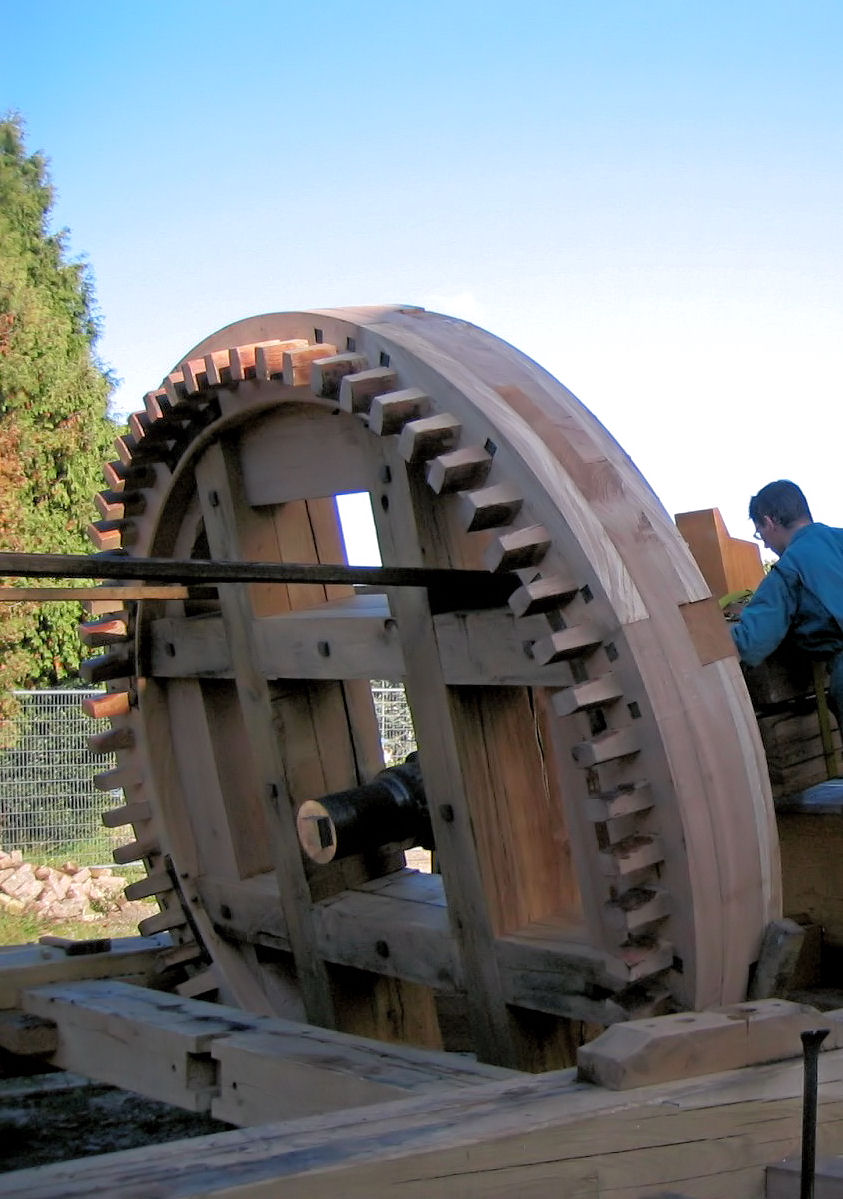
Voorkant bovenwiel
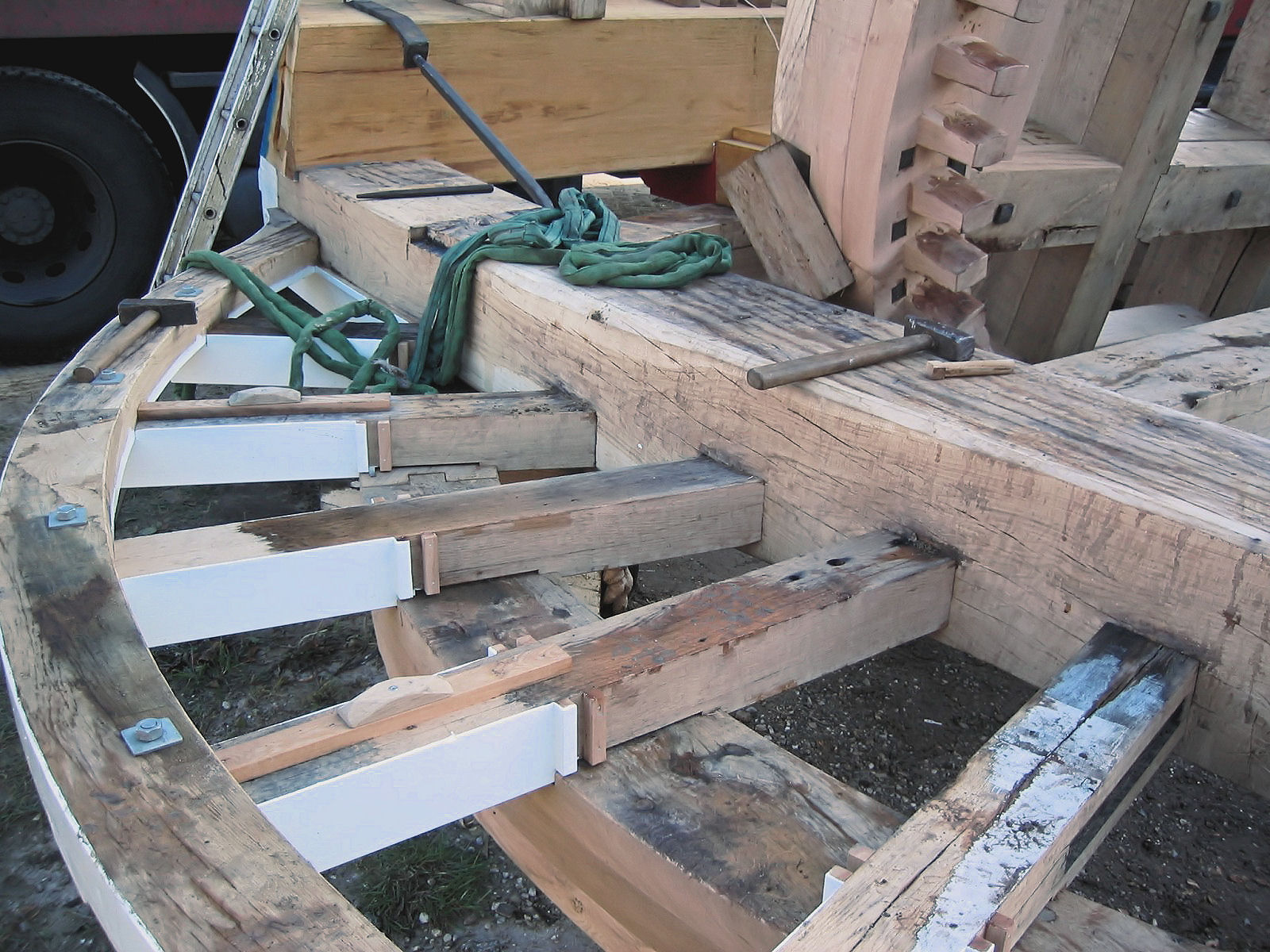
Roosterhouten
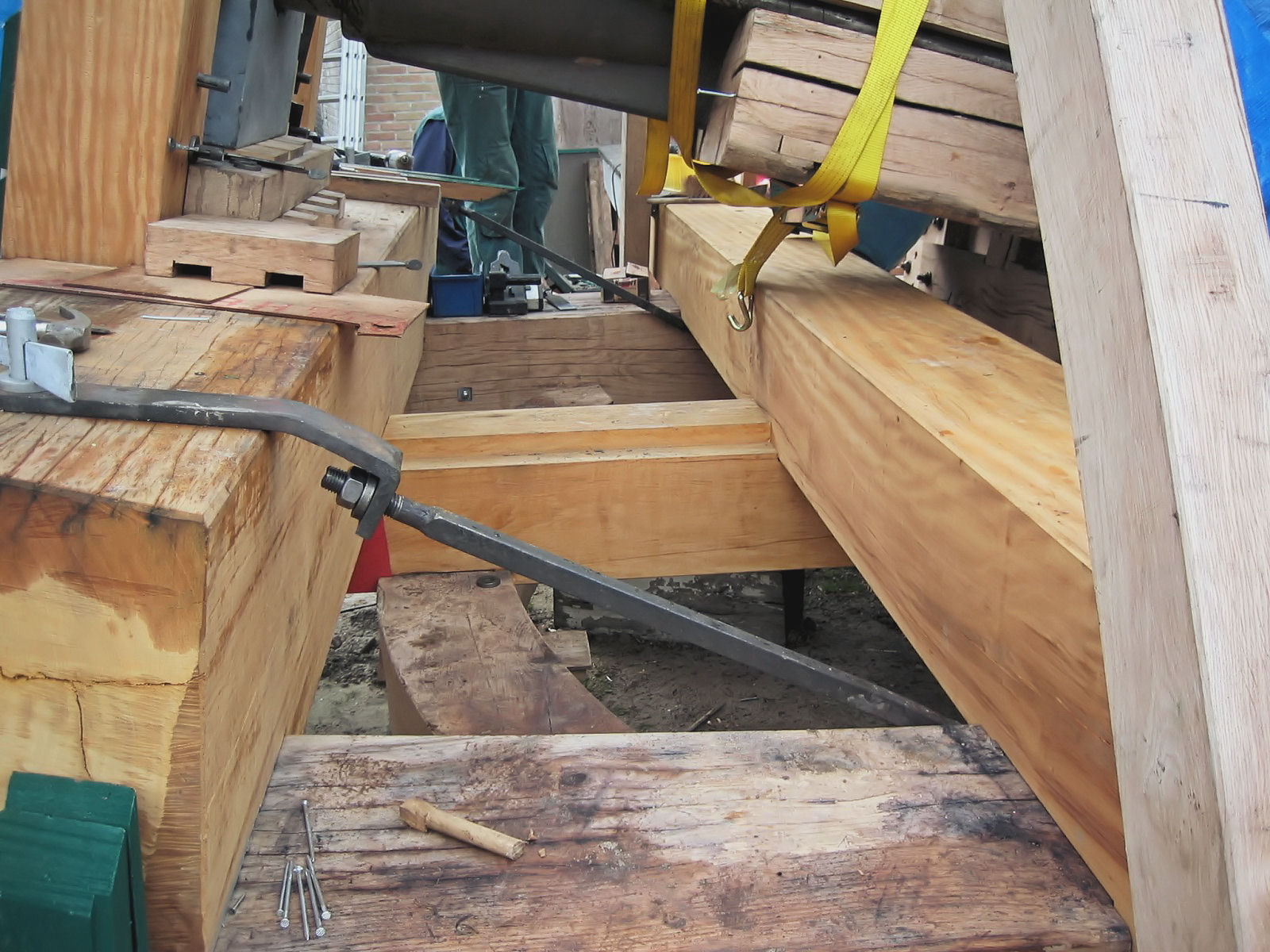
Windpeluw, steunder en lange spruit
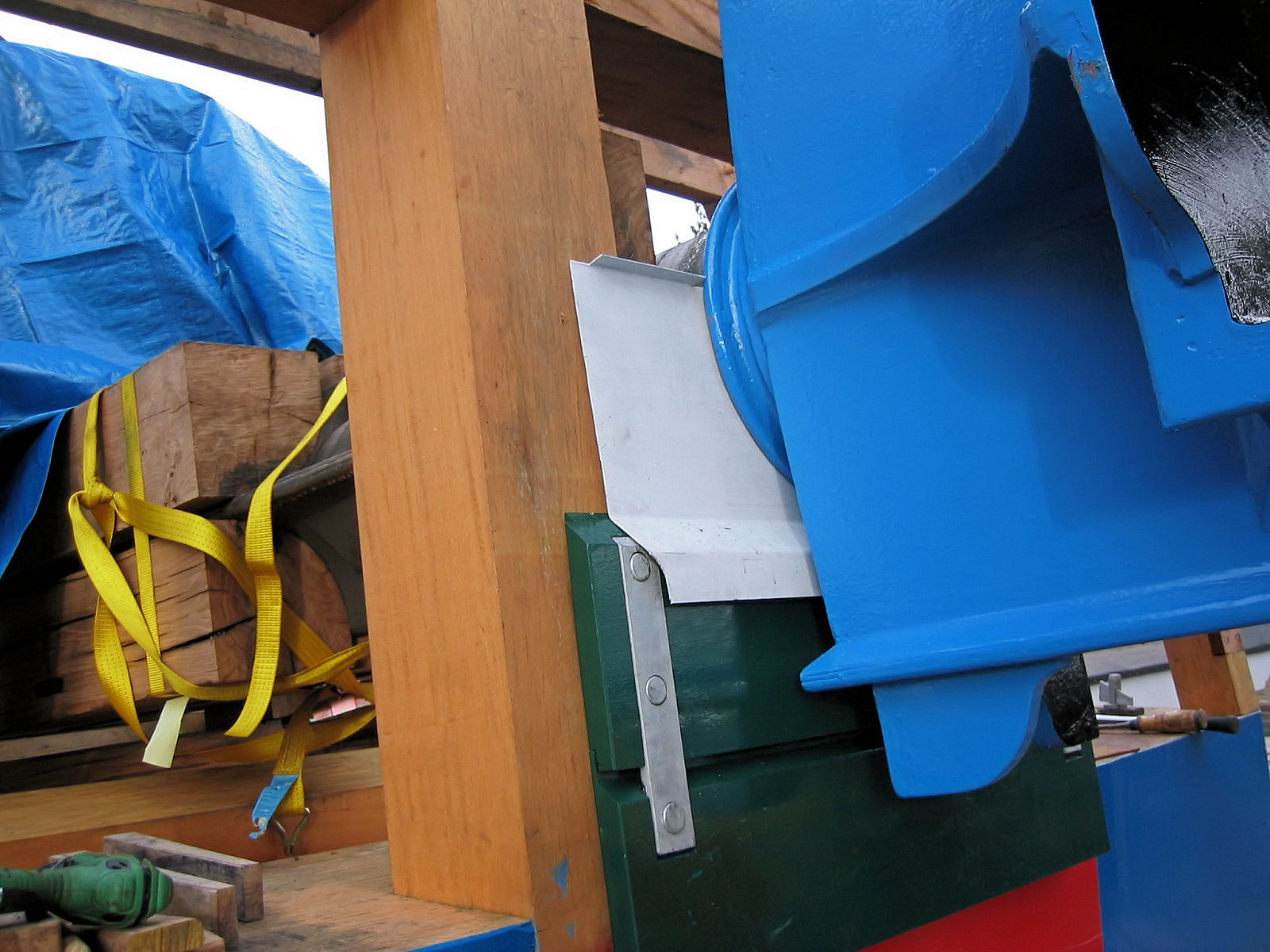
Steenbord met metalen kraag
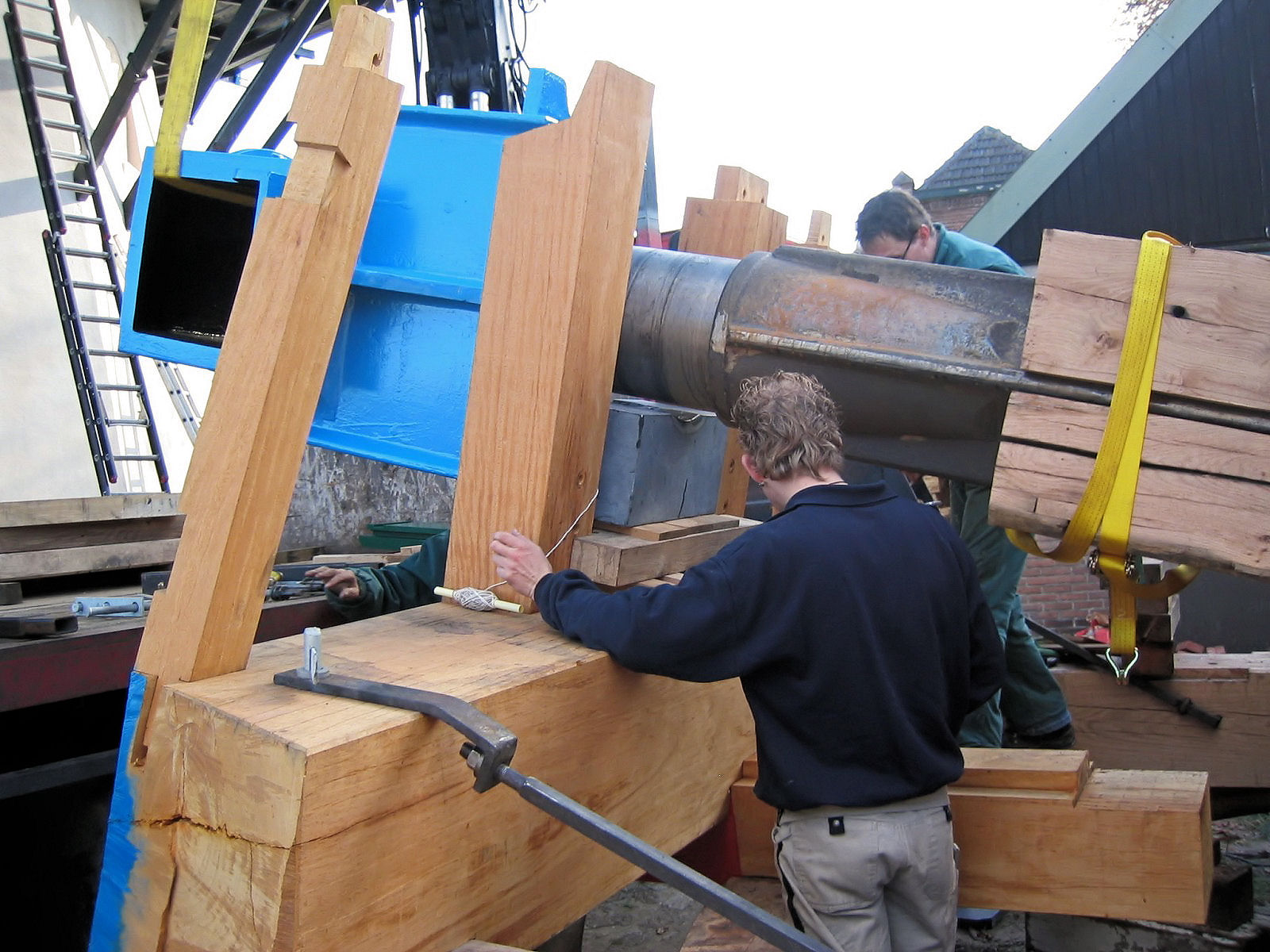
Halssteen en steenbed
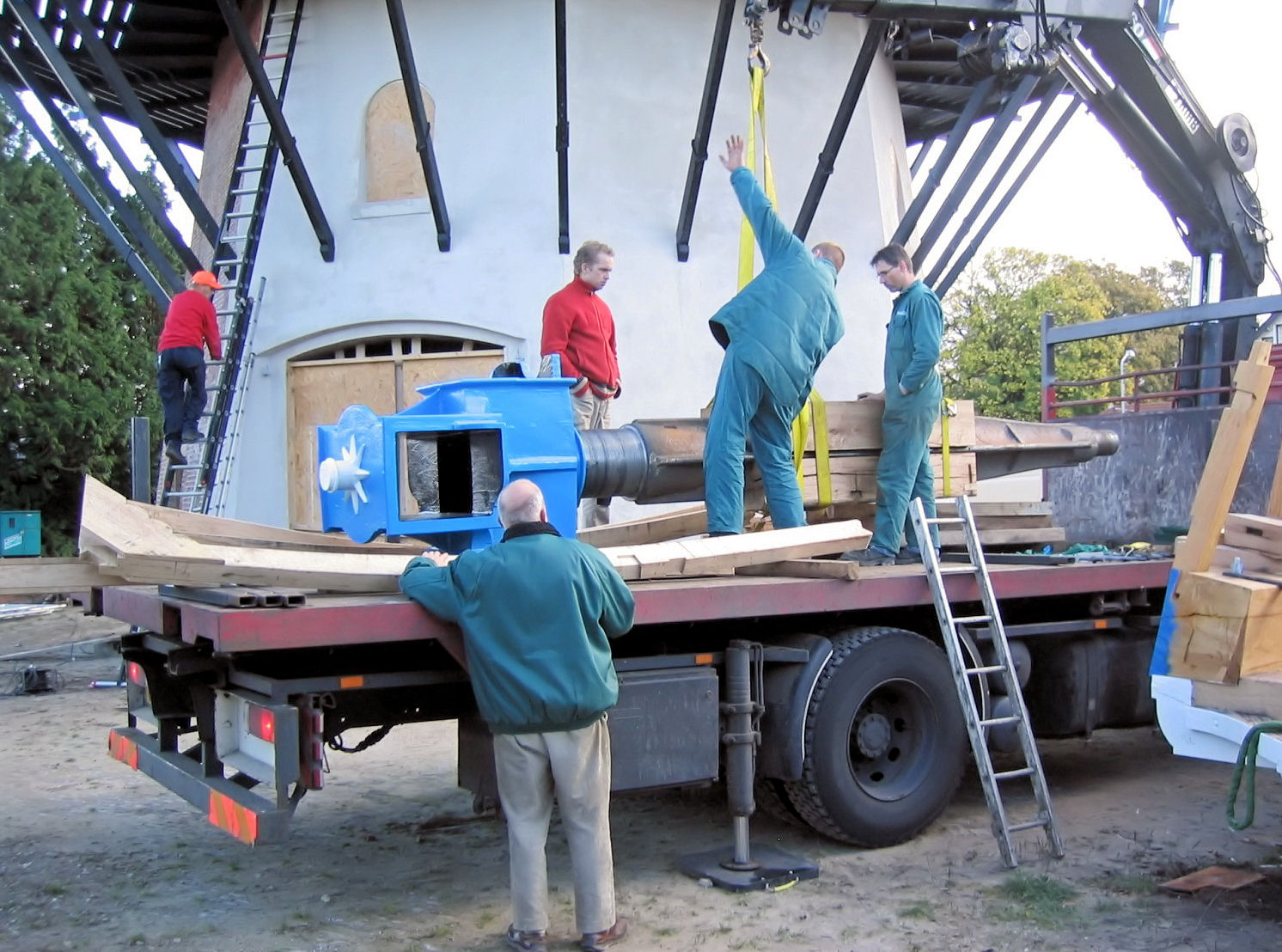
Bovenas
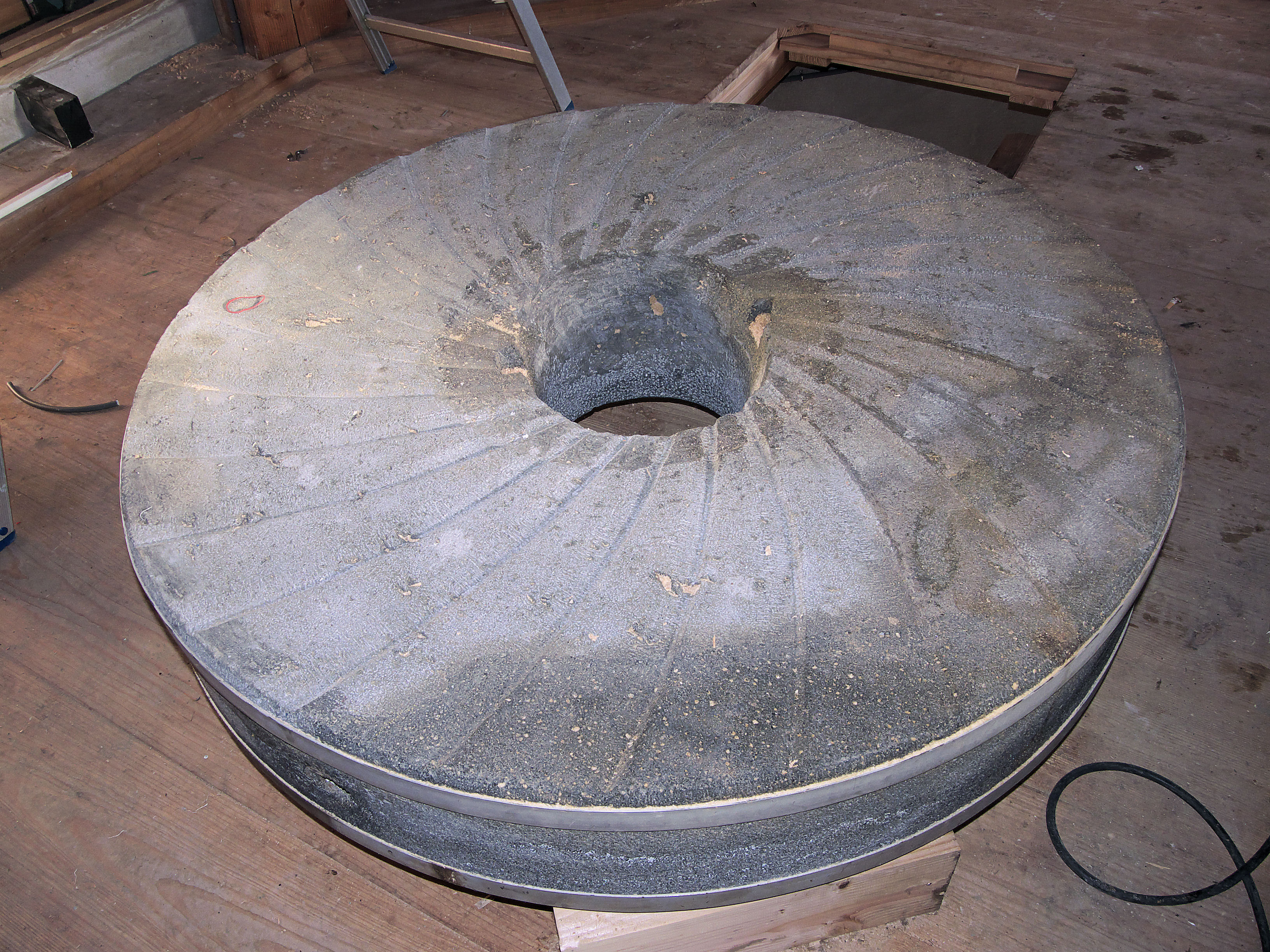
Maalsteen voor graan
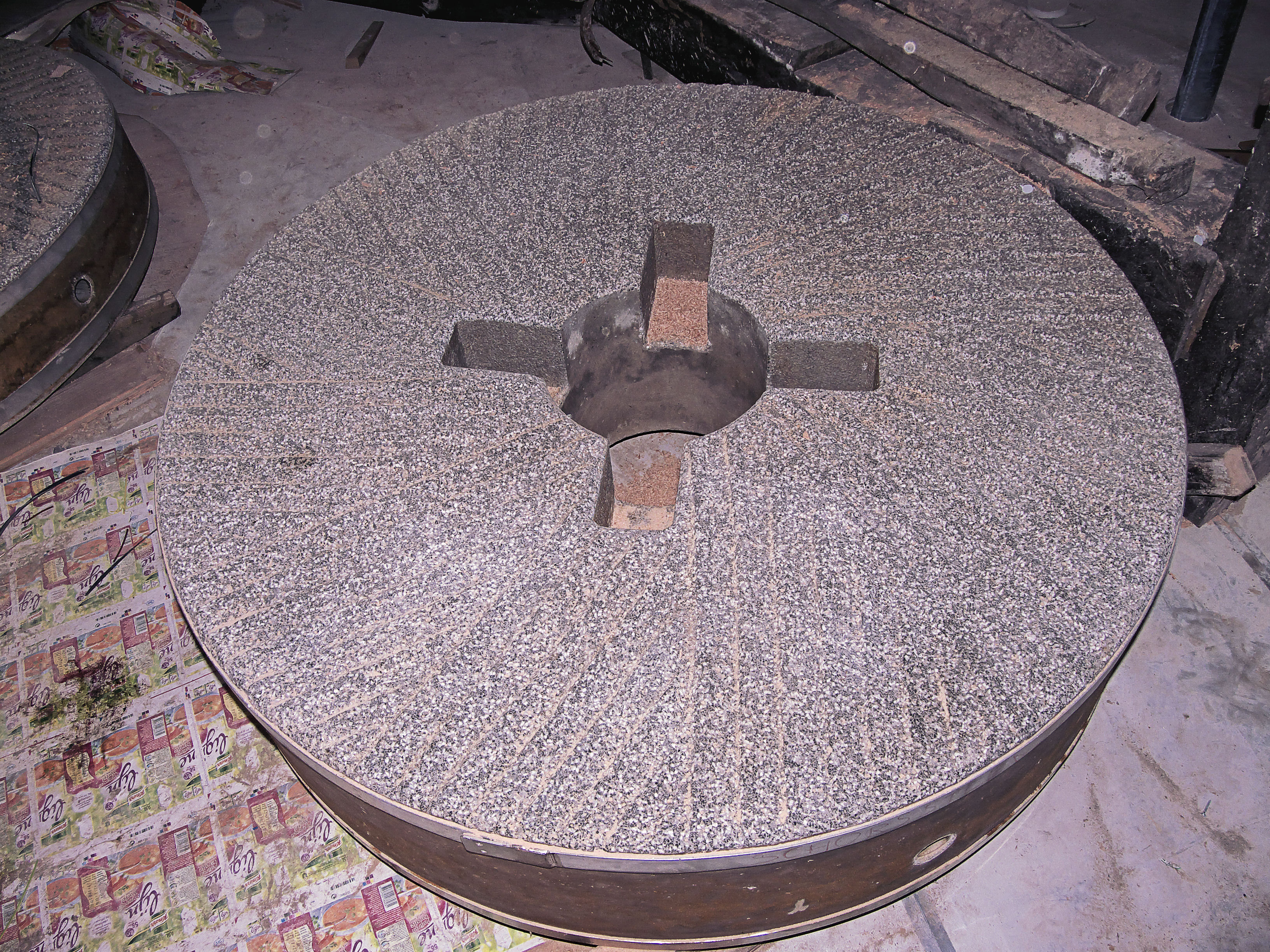
Eeksteen voor eikenschors
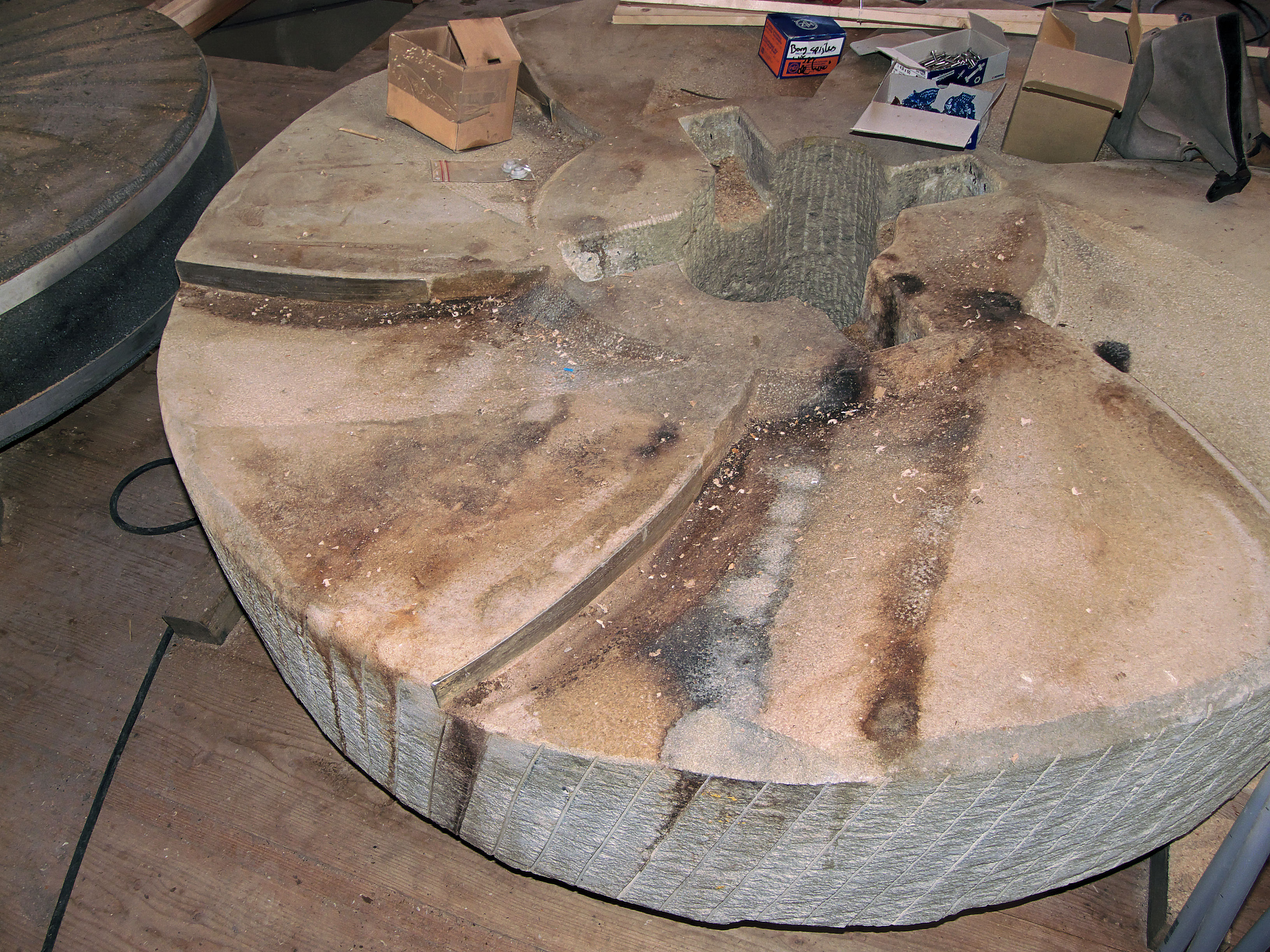
Pelsteen voor gerst
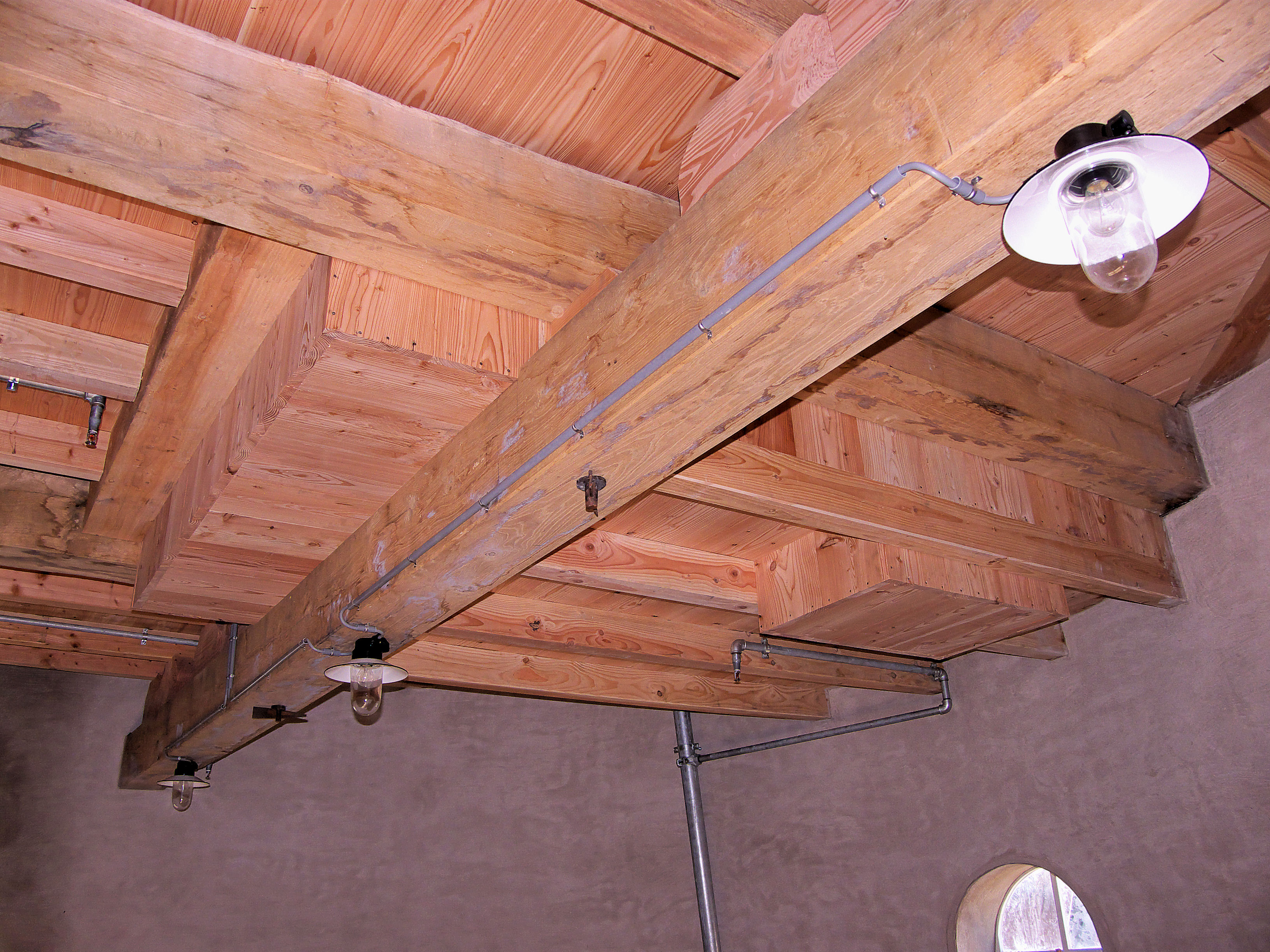
Tussenzolder voor pelsteen
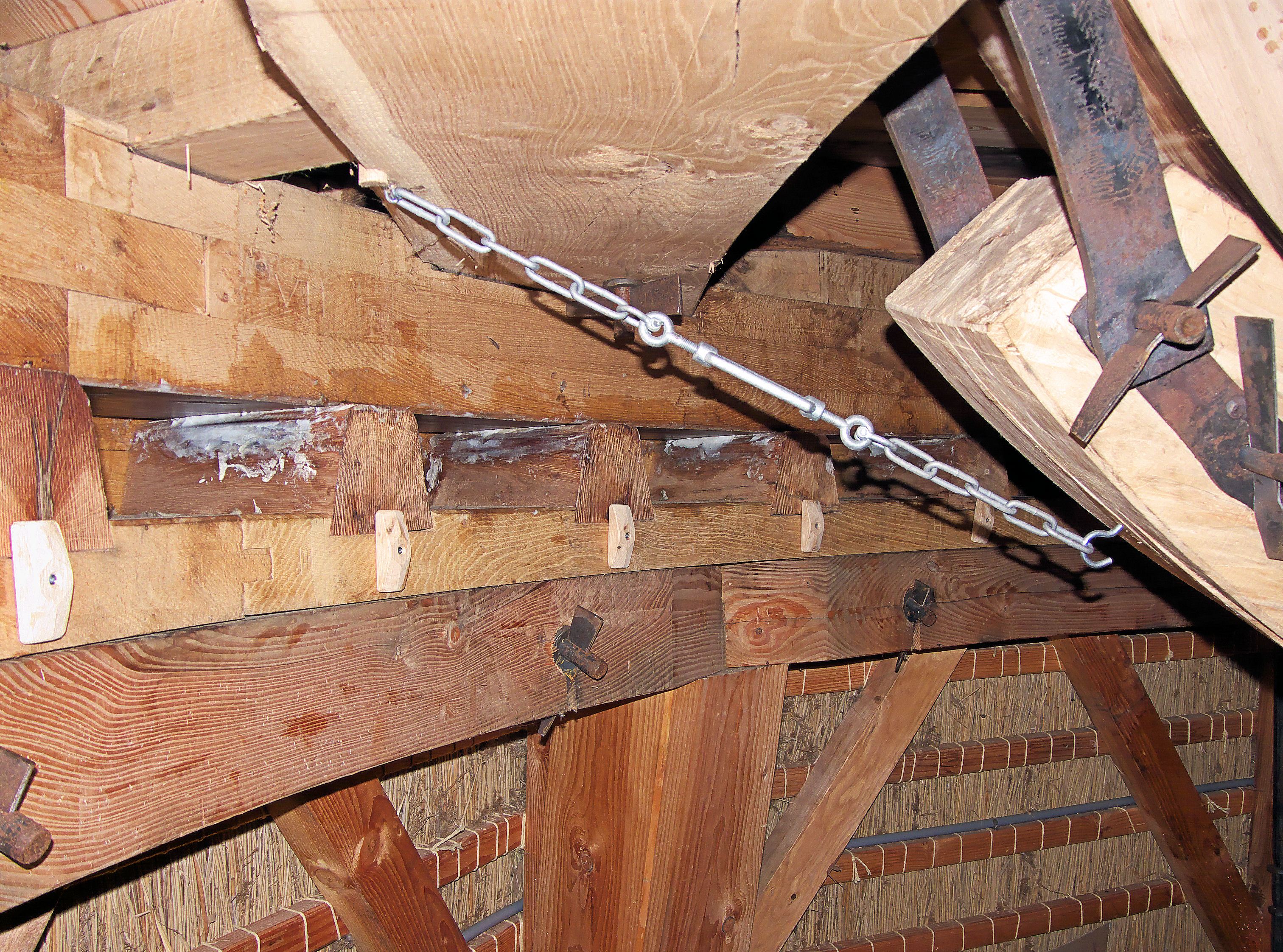
Kruineuten
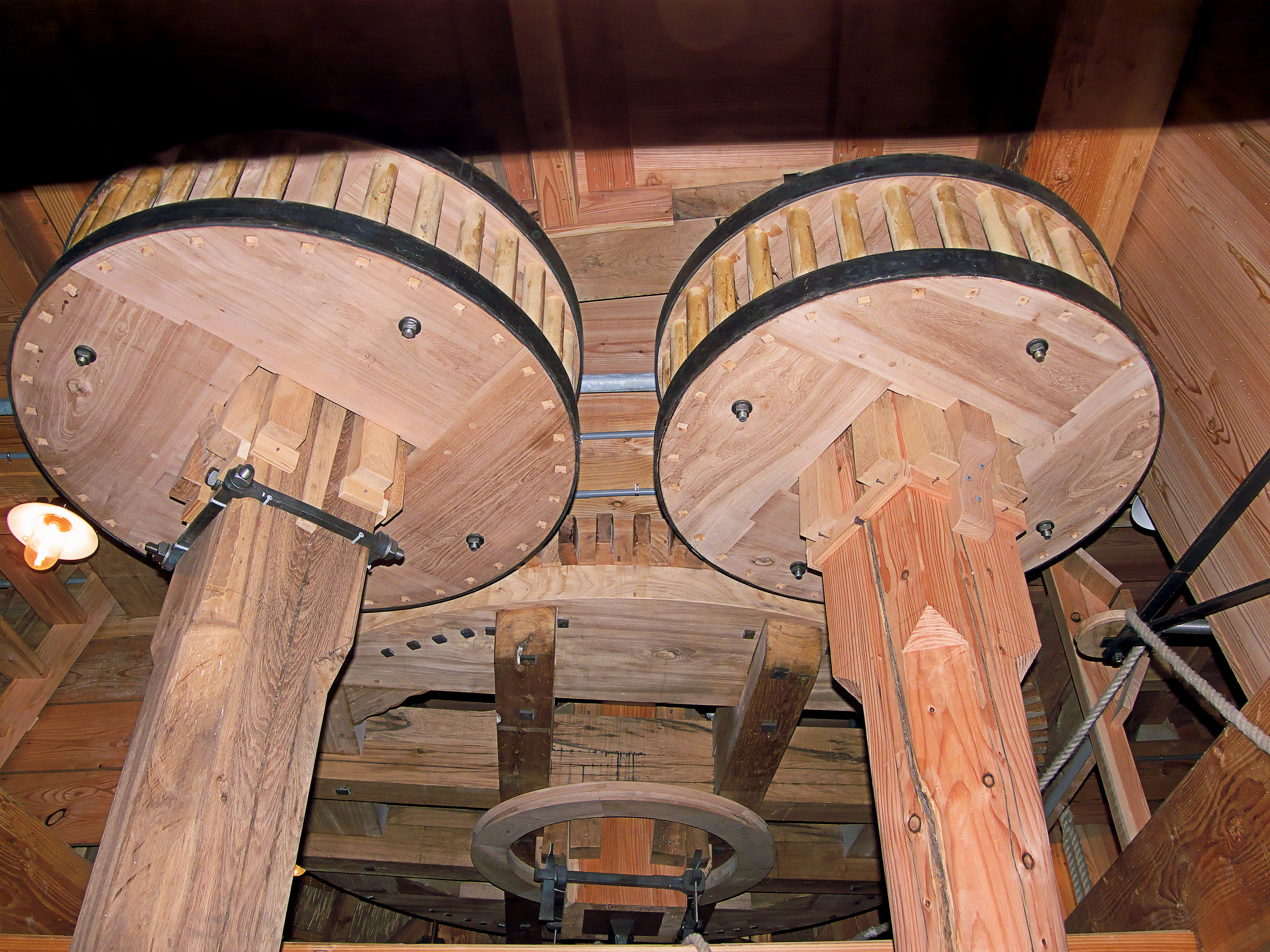
Links eeksteenspilrondsel en rechts maalsteenspilrondsel